# Lily of the Dust

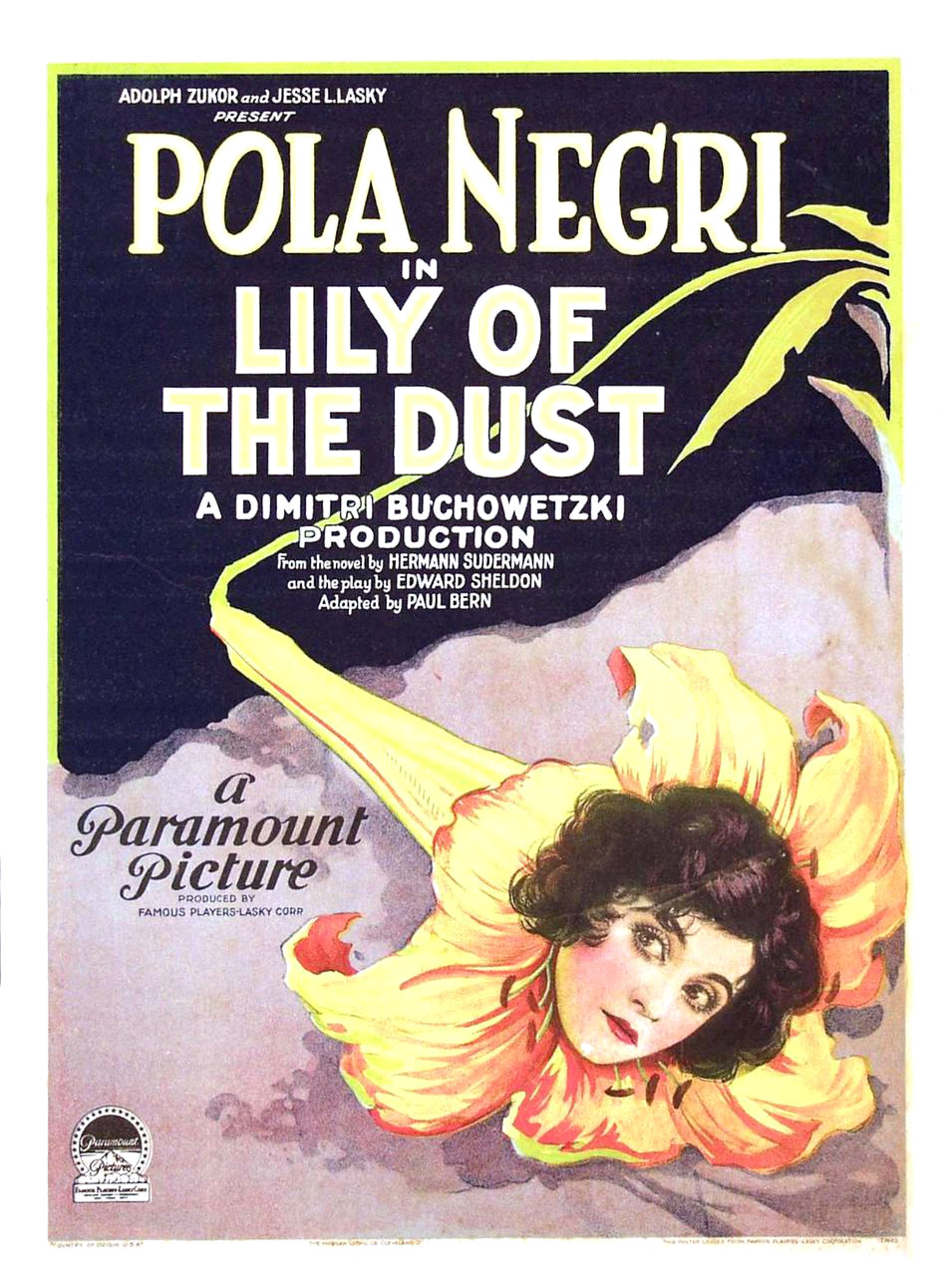
Affiche du film Lily of the Dust

Lily of the Dust est un film américain réalisé par Dimitri Buchowetzki et sorti en 1924.

## Synopsis
Lilly, une jeune fille, travaille dans une librairie. Un jeune officier allemand en tombe amoureux, mais un vieil homme l'épouse.

## Fiche technique
- Réalisation : Dimitri Buchowetzki
- Scénario : Paul Bern d'après la pièce d'Edward Sheldon, elle-même d'après le roman de Hermann Sudermann
- Société de distribution : Paramount Pictures
- Image : Alvin Wyckoff
- Costumes : Howard Greer
- Date de sortie : 24 août 1924

## Distribution
- Pola Negri : Lily
- Ben Lyon : Lieutenant Prell
- Noah Beery : Colonel Mertzbach
- Raymond Griffith : Karl Dehnecke
- Jeanette Daudet : Julia
- William J. Kelly :Walter von Prell